# Aere perennius
Aere perennius es una locución latina que, traducida literalmente, significa "más duradero que el bronce". Es una frase de uno de los poemas de Horacio (Odas III, 30, 1), el poeta de la Antigua Roma.
Completa, la frase reza: Exegi monumentum aere perennius "He levantado un monumento más duradero que el bronce". En ella el poeta afirma que, con sus poemas, ha levantado un monumento que le dará fama inmortal, y que perdurará a través de los siglos más que una obra en bronce, metal que en su tiempo era sinónimo de dureza y por tanto durabilidad. Se puede afirmar que no le faltaba razón a Horacio, ya que muchas esculturas y objetos de bronce de su época se fundieron en distintos momentos de la historia posterior para reaprovechar el metal y han desaparecido, en tanto que sus poemas se conservan intactos y siguen siendo leídos y apreciados.